# Gwangbokjeol
El Gwangbokjeol es un día festivo celebrado anualmente el 15 de agosto en Corea del Norte y Corea del Sur. Se conmemora el Día de la Victoria sobre Japón en 1945, cuando Estados Unidos y la Unión Soviética liberaron el sur y el norte de Corea respectivamente, terminando con décadas de ocupación japonesa. Es notable destacar que es el único día festivo que es celebrado por ambas Coreas.

## Etimología
En Corea del Sur es conocido como Gwangbokjeol (광복절; literalmente, El día que la luz regresó). En Corea del Norte es conocido como Chogukhaebangŭi nal (조국해방의 날; literalmente Día de la Liberación de la Patria).

## Historia

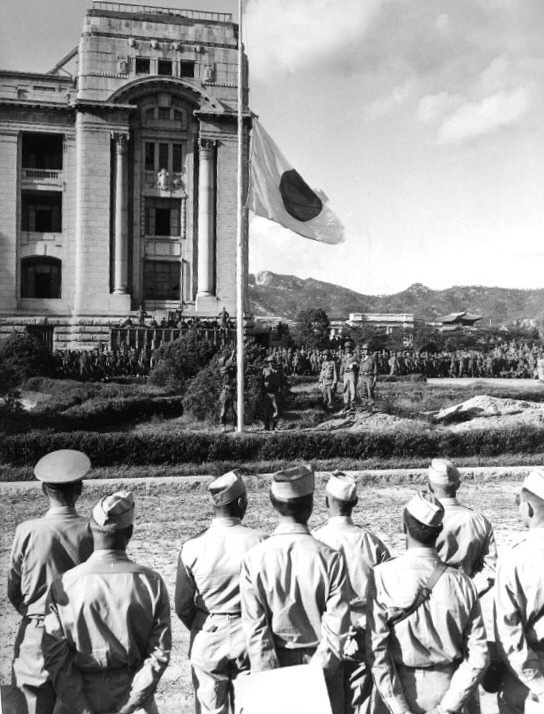
Una bandera japonesa es arriada ante soldados estadounidenses en Seúl en 1945.

Después que la península coreana fue liberada por los Aliados en 1945, dos gobiernos independientes fueron creados el 15 de agosto de 1948, cuando el proestadounidense Syngman Rhee fue elegido primer presidente de Corea del Sur y el prosoviético Kim Il-sung fue nombrado primer líder de Corea del Norte. Fue declarado día feriado en Corea del Sur el 1 de octubre de 1949 y es conocido en Corea del Norte Chogukhaebangŭi nal (조국해방의 날; literalmente Día de la Liberación de la Patria).

## Corea del Norte

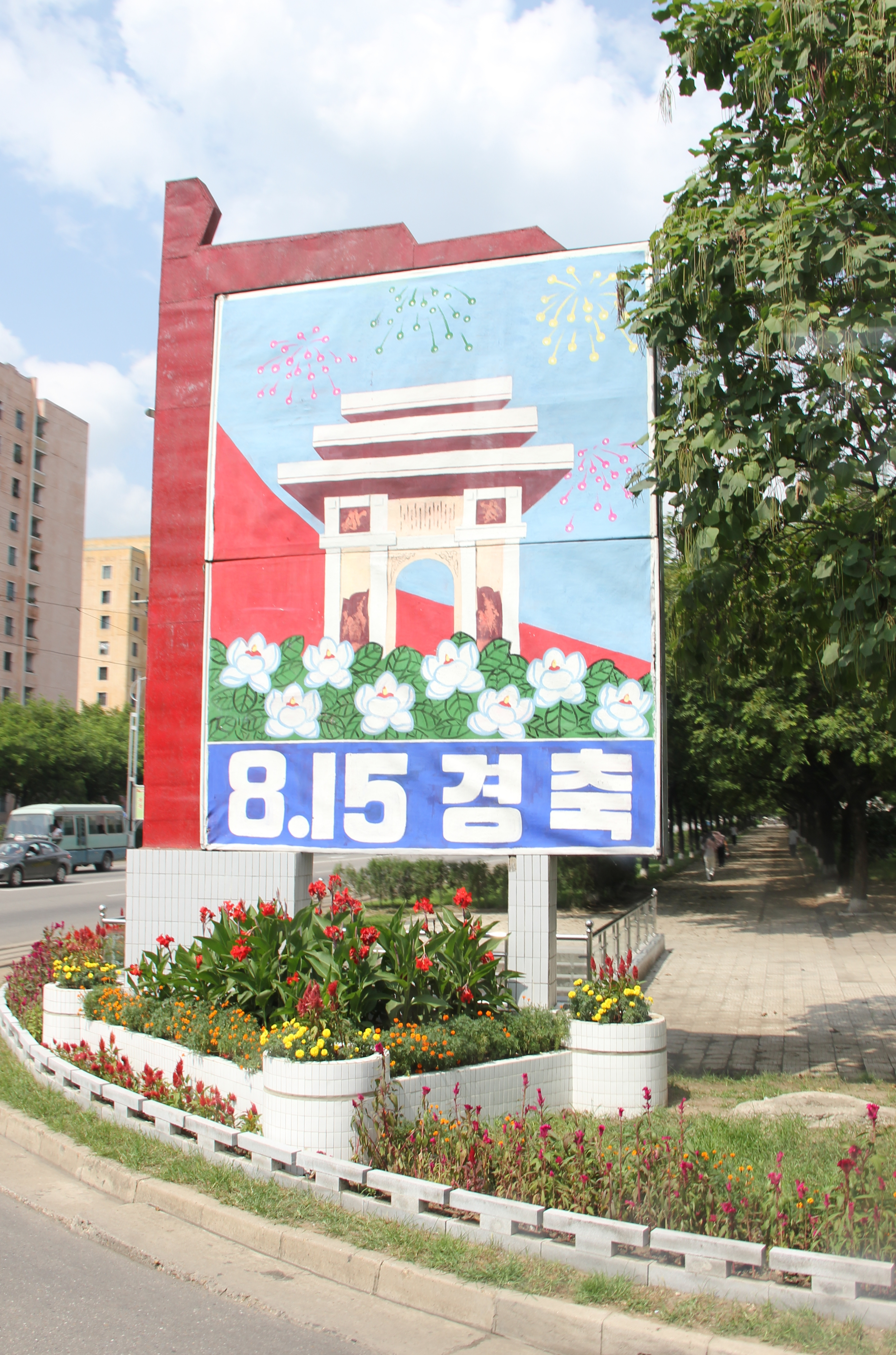
Cartel del Día de la Liberación de la Patria en Pionyang, la capital de Corea del Norte.

Corea del Norte celebra este día junto con Corea del Sur y es común que se celebren bodas en este día.
El 5 de agosto de 2015 el gobierno norcoreano decidió que se regresaría a las URC+08:30, hecho efectivo 10 días después el 15 del mismo mes y declaró la  hora de Pionyang. El gobierno tomó esta decisión para romper con el imperialismo; el cambio de horario tuvo lugar en el 70 aniversario de la liberación de Corea.

## Corea del Sur
En Corea del Sur muchas actividades y eventos se llevan a cabo en este día, incluyendo una ceremonia oficial a la que asiste el presidente y que tiene lugar en el Salón de la Independencia de Corea en Cheonan o en el Centro de Sejong.
En todos los edificios y casas se iza la bandera de Corea del Sur llamada Taegukgi. También en esta fecha los museos públicos abren gratuitamente y el transporte público tanto de autobuses como de trenes brindan gratis sus servicios.
La canción oficial "Gwangbokjeol (광복절 노래) es interpretada en ceremonias oficiales. La letra fue escrita por Jeong Inbo (정인보) y la música fue compuesta por Yoon Yongha (윤용하).
El gobierno tradicionalmente emite amnistías especiales en esta fecha.
En 1974 Yuk Young-soo, primera dama de Corea del Sur y esposa del entonces presidente Park Chung-hee, fue asesinada por Mun Se-gwang en el Teatro nacional de Corea, en la capital Seúl, durante la ceremonia del Gwangbokjeol.

## Further reading
- South Korea Independence Day at Independenceday.com
- South Korea Independence Day Archivado el 29 de julio de 2010 en Wayback Machine. at Holidays around the World